# WesBank Raceway
O WesBank Raceway foi um autódromo em Germiston, na província de Gauteng, na África do Sul. Foi construído no local de um antigo hipódromo em julho de 2003.
Contou com uma pista oval, pista de arrancada e pista de motocross, permitindo uma ampla gama de eventos. Possui esse nome devido a um acordo de patrocínio com a empresa sul-africana WesBank. 
A pista foi fechada em novembro de 2007, depois que a propriedade foi vendida a uma empresa industrial.